# 大川千帆
大川 千帆（おおかわ ちほ、8月6日 - ）は、日本の女性声優。東京都出身。本名：大川 絵美。

## プロフィール
趣味は旅行。特技は茶道、声楽（音域G〜A2oct）。免許・資格は普通運転免許、中学校教諭一級普通、高等学校教諭二級普通。

## 経歴
アールグルッペ（営業委託）所属。以前はウイットプロモーション、キャロットハウス（預かり）に所属していた。
かつては創造学園大学創造芸術学部芸術学科で講師をしていた。

## 出演作品

### テレビアニメ
1996年
- 花より男子（道明寺椿）

1997年
- キューティーハニーF（シスタージル、サターンベイビークロー）
- 金田一少年の事件簿（マーメイド夕海、祐子、女生徒B、女生徒）

1998年
- さくらももこ劇場 コジコジ（おかめの母、憲の妻）

2000年
- デジモンアドベンチャー02（ボタモン）

### 劇場アニメ
1998年
- スプリガン（発掘隊研究員妻）

### OVA
2004年
- 天空断罪スケルターヘブン（早川真琴）

### ゲーム
1999年
- 魔女っ子大作戦（アスセナ）
- 続・御神楽少女探偵団 〜完結編〜（小野寺喜久子）

2004年
- 天空断罪スケルターヘブン（早川真琴）

2005年
- 新天魔界ジェネレーションオブカオスV（マドレイユ、ハニー）※PS2

2006年
- イーディスメモリーズ 〜新天魔界GOCV〜（マドレイユ、ハニー）※PSP

### ドラマCD
2013年
- SNOW BOUND LAND ドラマCD 〜お見合いクラッシュ大作戦〜（おばさん[4]）